# Bonzi (famiglia)
Il Casato dei Bonzi è un'antica famiglia nobile lombarda, originaria della città Crema. La famiglia salì alla ribalta grazie ai servizi resi alla Repubblica di Venezia durante la conquista di Crema del 1449, nell’ambito delle guerre italiane del XV secolo.
In riconoscimento dei meriti acquisiti, la famiglia fu insignita dello status nobiliare di conte da Venezia e ricevette la giurisdizione feudale sul fiume Serio. Oltre alla loro presenza a Crema, i Bonzi si stabilirono anche nelle città di Milano e Bergamo, espandendosi ulteriormente nei Stati Uniti d'America ed in Argentina nei secoli successivi.
Nel 1897 con sentenza del tribunale di Crema si autorizza la rettifica del cognome da Bonzio a Bonzi.

## Storia

### Origini
Il nome dei Bonzi compare, con Fachino Bonzi, per la prima volta nella storia di Crema durante il periodo delle lotte tra la Repubblica di Venezia e il Ducato di Milano. 
Secondo una teoria Fachino Bonzi potrebbe appartenere a un ramo cadetto dell’antica famiglia patrizia veneziana Bonzi (o Bonzio, o Boncio). Originariamente antichi tribuni a Trieste, nel corso del IX secolo (868) la casata si trasferì a Venezia. Nel 1297, con la cosiddetta Serrata del Maggior Consiglio, la famiglia ottenne la piena appartenenza al patriziato veneziano. Nel corso del XIV e XV secolo i Bonzi ricoprirono numerose cariche di prestigio nella Repubblica, tra queste senatore e console, podestà e capitano in varie località controllate. La casata si estinse a Venezia nel 1509.
Le ragioni a sostegno:
- Origine del cognome: non autoctono a Crema, ma attestato a Venezia.
- Araldica: stemma pressoché identico a quello dei Bonzi patrizi, fenomeno difficilmente casuale che in araldica identifica spesso rami collaterali.
- Linguaggio dei ducali: in atti della Serenissima rivolti a Fachino compare la formula “meriti degli antiqui della famiglia”, espressione usualmente riservata a casate già note alla Repubblica.
- Posizione sociale: Fachino e suo figlio Bernardino disponevano di barconi e intrattenevano rapporti e alleanze con le famiglie più eminenti della città (Benzoni, Robati, Caravaggi), ricevendo privilegi e investiture feudali da Venezia.
- Contesto storico: Prima della conquista di Crema (1449) Fachino disponeva di imbarcazioni e mezzi per contribuire alle operazioni militari, indice di status elevato e rapporti di fiducia con Venezia. Dopo la presa, il ducale del 1450 ne riconobbe i meriti e ne sancì l’insediamento nel territorio con privilegi strategici, in linea con la politica veneziana di affidare incarichi chiave a famiglie di fiducia.[4]

### Ascesa cremasca
Fachino Bonzi, capostipite della famiglia a Crema, si distinse per il sostegno dato alla Repubblica di Venezia durante la conquista della città nel 1449, fornendo imbarcazioni e supporto logistico per il trasporto di uomini, armi e merci. Nel ducale del 28 marzo 1450, il doge Francesco Foscari ricordò come egli, «prima della conquista della nostra città di Crema, fece e sostenne molte azioni… affrontando qualunque pericolo… per l’onore, l’utilità e l’esaltazione del nostro Stato», avesse contribuito alle operazioni. Per tali meriti gli fu concesso il diritto esclusivo di pesca e navigazione sul fiume Serio per cinque anni, un privilegio raro e di grande valore economico che sancì l’insediamento stabile della famiglia a Crema e ne consolidò il prestigio.

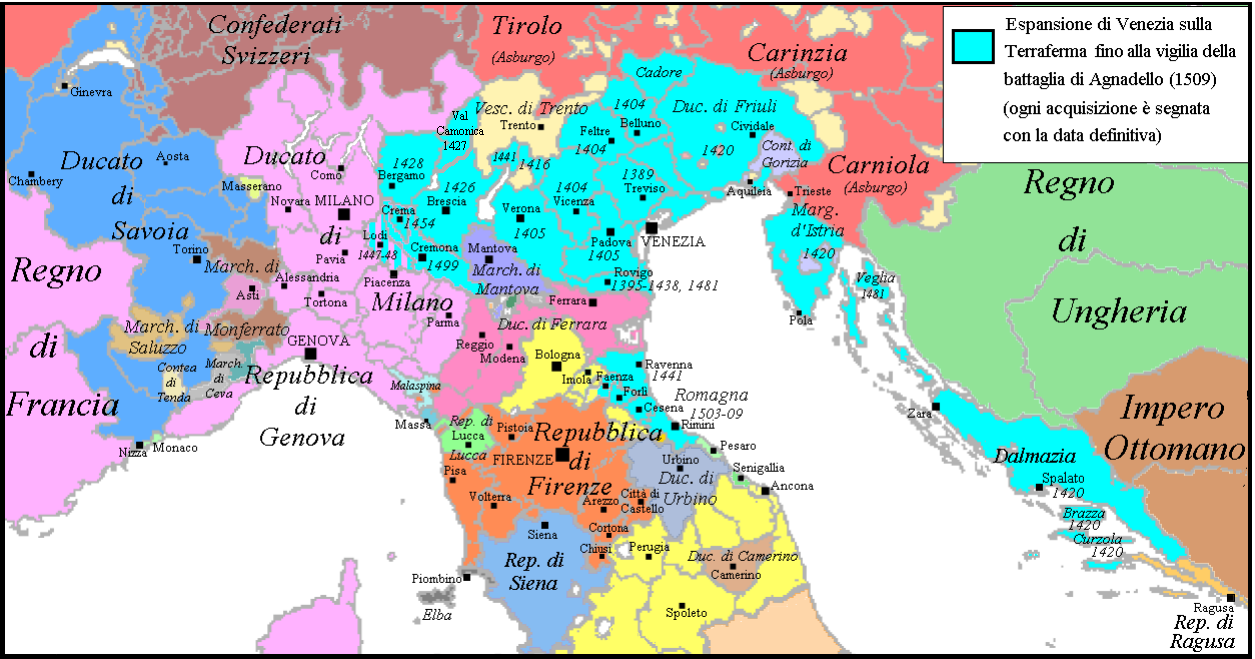
Repubblica Venezia espansione in Terraferma (Secolo 16º)

### Bernardino Bonzi e la Lega di Cambrai
Bernardino Bonzi, figlio di Fachino, fu un importante sostenitore di Venezia durante la Guerra della Lega di Cambrai (1508-1516), un conflitto tra le principali potenze europee contro la Serenissima. Bernardino, come il padre, giocò un ruolo chiave, ma fu catturato e giustiziato dai francesi per aver trasportato armi da Milano a Venezia. Questo sacrificio rafforzò l'eredità simbolica della famiglia nella lotta contro le forze milanesi.

### Il titolo nobiliare
Nel corso dei secoli, i continui servizi resi alla Serenissima furono ripagati con numerosi riconoscimenti. Nel 1589, Ercole, nipote di Bernardino, fu investito del feudo del fiume Serio, ottenendo il diritto esclusivo di navigazione e pesca. Ma i suoi successori non poterono goderne tranquillamente finché la famiglia ricevette ulteriore conferma di diritto sul feudo ed ufficialmente il titolo di Conte dal doge Silvestro Valier. La concessione fu confermata nel 1698, in perpetuo, a favore di Giovanni, Bernardino e Giuseppe. Bernardino sposò la nobildonna Camilla Zurla e fu l’unico dei fratelli ad avere figli e così tramandare il riconoscimento.
Una volta consolidati i diritti di discendenza sul titolo e il feudo, la famiglia entrò a fare parte del Nobile Generale Consiglio della Regia Città di Crema nel 1738 quando il conte Ercole Bonzi  (figlio di Bernardino Bonzi) sposò ed ebbe tre figli da Valeria Vimercati, una nobile cremasca appartenente alla prestigiosa famiglia dei Vimercati.
Successivamente, il titolo e il feudo del Serio furono riconfermati ai fratelli Leonardo (1826-1864) e Giuseppe (1830-1894) nel 1838 dall’Imperatore d’Austria a Vienna.

### Successione
Dalla fine del Settecento, passando per l’epoca napoleonica, il Risorgimento e il tumultuoso XX secolo, i discendenti della famiglia Bonzi hanno mantenuto i privilegi a loro concessi, rispondendo in maniera funzionale alle trasformazioni politiche, sociali ed economiche e conservando una presenza rilevante nella storia locale. 

Tuttavia, durante le Guerre Mondiali, una gestione errata e i pesanti oneri economici causati dai conflitti portarono a una considerevole riduzione del patrimonio del ramo principale. Il conte Antonio Bonzi Vimercati (1879-1944) fu l'ultimo proprietario della Villa Bonzi a Ripalta Nuova, ereditata dai genitori Francesco e la nobildonna Luigia (Luisa) Carioni, nipote di Agostino Vimercati. Diversamente, il ramo cadetto della famiglia non subì lo stesso destino e, in tempi più recenti, si parzialmente spostò nelle Americhe e si distinse grazie al conte Leonardo Bonzi (1902-1977). 

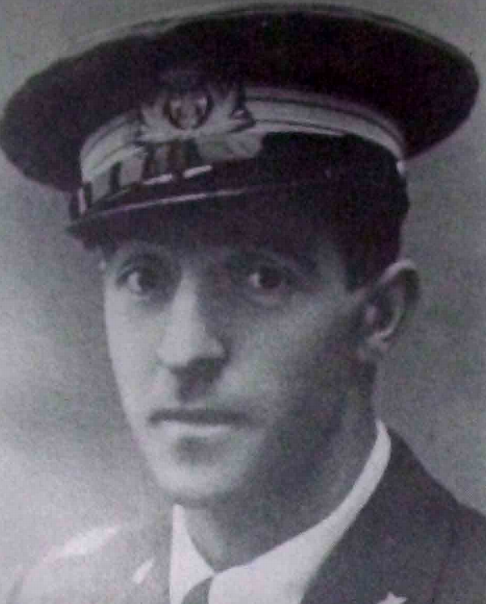
Leonardo Bonzi

Alla morte di Antonio Bonzi Vimercati, la successione passò al figlio Gian Franco Bonzi (1902-1975), che a sua volta trasmise il titolo al primogenito Antonio Bonzi (1930-2001), che si trasferì a Milano.
In tempi recenti, il titolo è passato a Leonardo, membro del ramo cadetto del fratello del conte Antonio Bonzi (Alessandro 1933-2011). Mentre Elena Bonzi, figlia di Antonio Bonzi, ha sposato Ugo Rietmann (tra i fondatori di Fastweb e nipote di Hugo Rietmann).

## Relazioni e matrimoni
La famiglia Bonzi consolidò ulteriormente il proprio status attraverso matrimoni con altre casate nobili e rinomate. Tra queste ricordiamo i Vimercati, gli Zurla, i Carioni, i Guastaverza, gli Albergoni, i Berra, i Rietmann e negli USA con i Makee Spalding.

## Territorio e fiume Serio

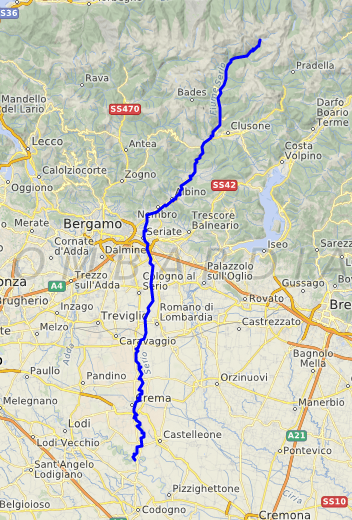
Fiume Serio

Il fiume Serio ha giocato un ruolo cruciale nella storia del territorio della famiglia Bonzi. Situato nel cuore della Lombardia, il Serio attraversa i territori di Bergamo e Cremona, e nel XV secolo la famiglia Bonzi ottenne dal doge di Venezia il diritto esclusivo di pesca e di navigazione su questo corso d'acqua. La concessione, risalente al 1450, garantiva alla famiglia il controllo totale del fiume da Mozzanica fino alla foce nell'Adda. Questo diritto fece del Serio non solo una risorsa economica grazie allo sfruttamento delle risorse e i traffici commerciali lungo il Po e la Laguna di Venezia, ma anche un simbolo del prestigio e del potere della famiglia nel territorio.
Lungo il Serio, i Bonzi costruirono un vero e proprio sistema di gestione territoriale che comprendeva attività di pesca, navigazione e sfruttamento agricolo, oltre alla manutenzione di importanti infrastrutture come canali e dighe per l'irrigazione dei terreni. Con il passare dei secoli, però, l’introduzione di dighe e altri sbarramenti lungo il corso del fiume limitò il flusso dell’acqua e ridusse drasticamente la possibilità di pesca. Questo cambiamento non solo impoverì le risorse naturali, ma minacciò anche i privilegi storici della famiglia Bonzi.

### Ripopolamento ittico e difesa del territorio
Nel tardo XIX secolo, la diminuzione della fauna ittica spinse i Bonzi a cercare soluzioni per il ripopolamento del fiume. Il Conte Clito Bonzi fu tra i primi a promuovere l'acquisto di avannotti di trota per cercare di ripristinare le popolazioni di pesci nel Serio.

### Dispute legali
Le contese riguardanti i diritti sulle risorse del fiume furono numerose nel corso della storia. Diversi episodi di dispute legali tra la famiglia Bonzi e le comunità locali, come quelle di Mozzanica e Ripalta Vecchia. I Bonzi riuscirono a far valere i propri diritti in più occasioni, come dimostrato da vari decreti dogali e sentenze giudiziarie che confermavano la loro esclusiva autorità sul territorio e le risorse del fiume.

## Rami cadetti
I rami cadetti della famiglia Bonzi:
- Bonzi di San Michele[5][9]
- Bonzi di Pasadena

## Stemma

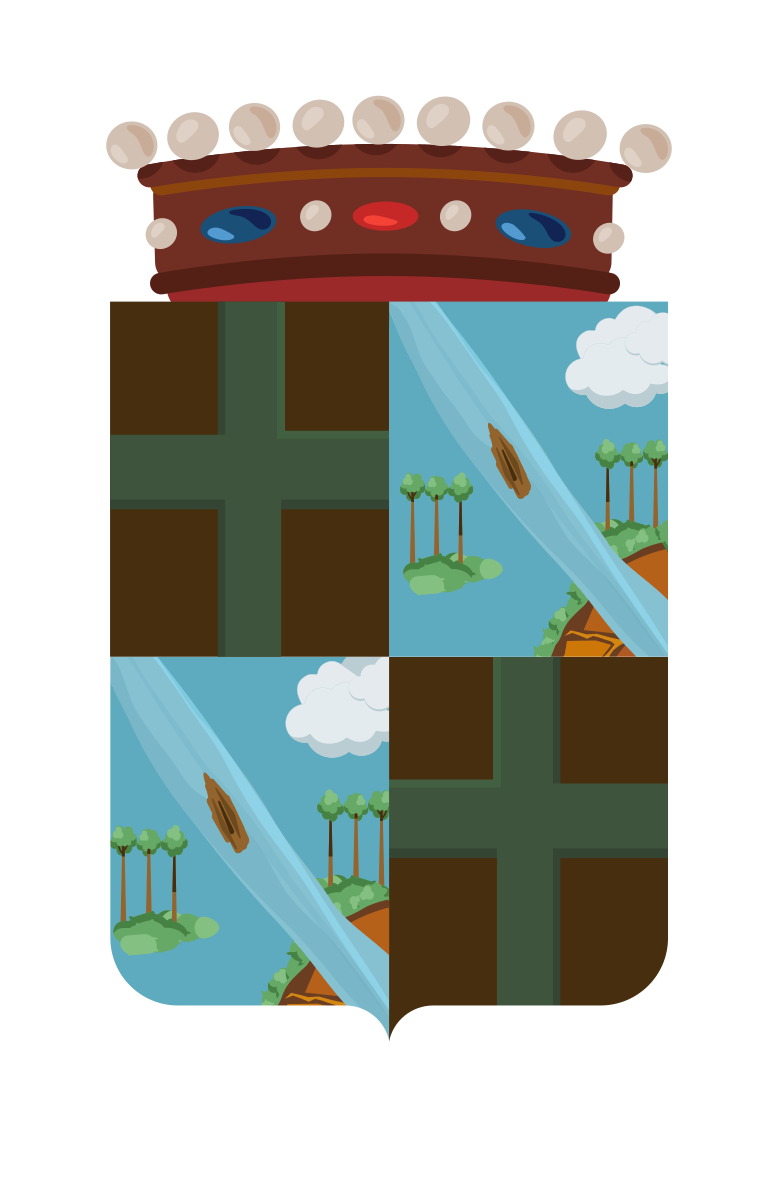
Scudo d’armi Conti Bonzi

Nel 1929, il governo italiano riconobbe il titolo di Conte ai discendenti maschi del Conte Giuseppe Bonzi e il titolo di Nobile ai discendenti di entrambi i sessi. La Consulta Araldica revisionò lo stemma della famiglia, introducendo nuovi elementi come la corona comitale e modificando dettagli dello stemma originale, tra cui la croce, l’isola e le decorazioni. Le variazioni più significative includevano l’uso di un elmo aperto senza fermagli d’oro e una corona a nove punte, oltre alla figura di un cherubino in posizione eretta.

## Dimore

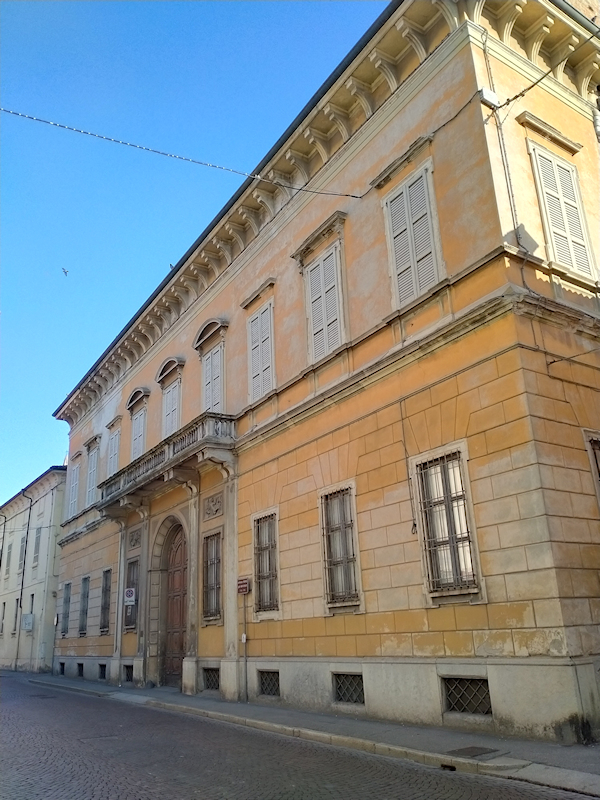
Palazzo Bonzi a Crema

Delle dimore costruite ed abitate dai Bonzi, si ricordano in particolare:
- Palazzo Bonzi a Crema
- Ex Palazzo Bonzi a Crema
- Ex Casa Bonzi di Via Alemanio Fino (n. 3) a Crema
- Villa Bonzi a Ripalta Nuova
- Villa Bonzi a San Michele
- Palazzo di Piazza Duse (n. 3) a Milano

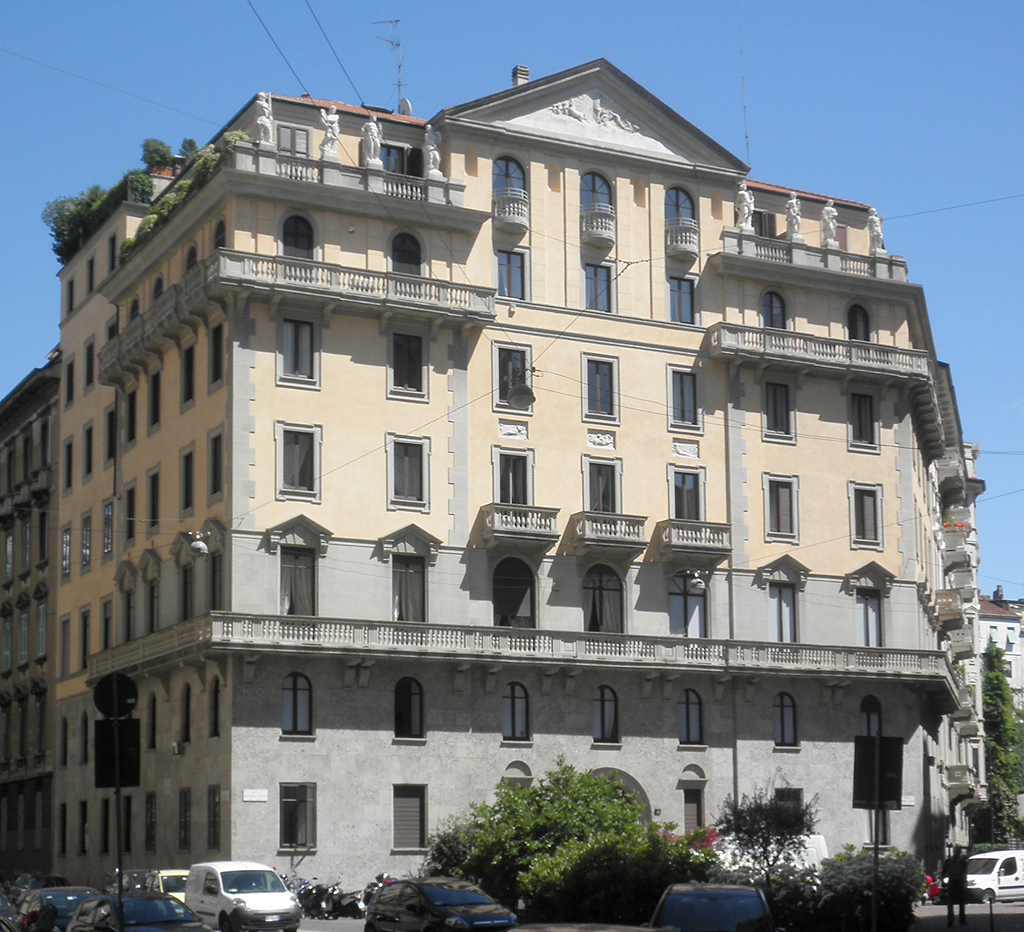
Palazzo di Piazza Duse (n. 3) a Milano.

## Membri notabili

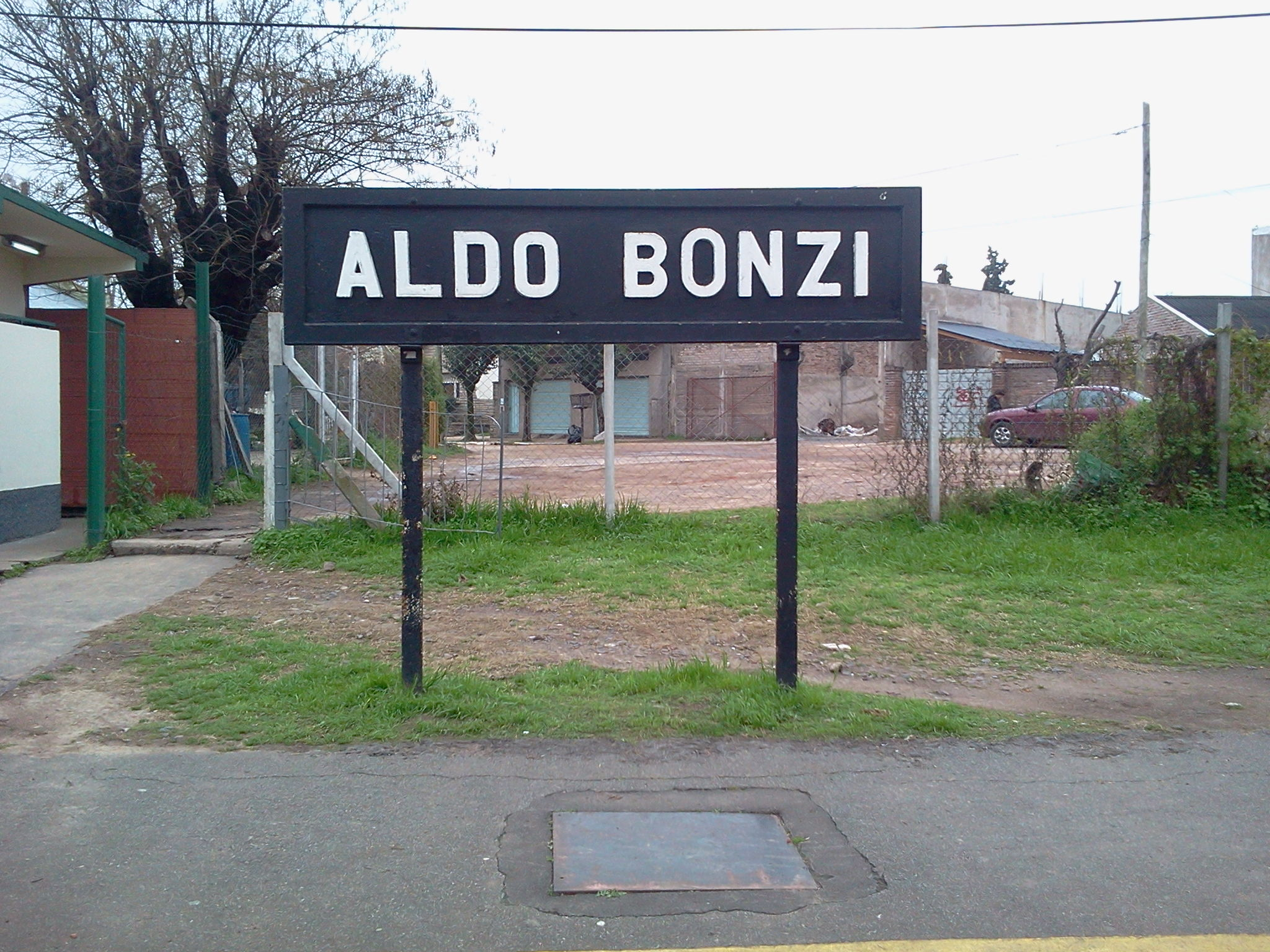
Cartello con nome della città Aldo Bonzi

- Fachino Bonzi (XV secolo): Un barcaiolo che supportò Venezia durante il suo conflitto con Milano. Gli furono concessi diritti esclusivi sul fiume Serio per i suoi servizi.[4]
- Bernardino Bonzi (inizio XVI secolo): Contrabbandò armi per Venezia durante la Lega di Cambrai. Fu giustiziato per i suoi sforzi.[4]
- Conte Ercole (†1678): Caporale dei Bombardieri per la Repubblica di Venezia (1652).
- Conte Orazio Bonzi (1773-1843): Avvocato che durante la dominazione francese fece parte della Municipalità di Crema e partecipò ai Comizi di Lione per il Collegio  dei dotti.[4]
- Conte Leonardo Bonzi (1785-1841): Maggiore nell'esercito del SRI. [4]
- Contessa Valeria Bonzi († 1850): Morì nubile, il suo nome è ricordato nel libro d 'oro della beneficenza cittadina Cremasca, perché con testamento lasciò importanti donazioni agli Istituti delle Zitelle, delle Ritirate e dei Mendicanti, e all'Ospizio dei Poveri.[5]
- Conte Aldo Bonzi (1852–1935): Imprenditore che fondò la città di Aldo Bonzi in Argentina.[4]
- Conte Iro Bonzi (1866-1938): Fu vicepresidente (1921-1923) della squadra calcistica milanese AC Milan. Si sposò con Sarina Nathan Berra (1872-1968), nipote di Ernesto Nathan e sorella di Edward Nathan.[10]
- Conte Ercole Bonzi (1873–1940): Ufficiale militare che fu chiamato da il Re Umberto di Savoia per servire come Comandante dei Corazzieri Reali. Sposò Alice Makee Spalding[11] (figlia dell'industriale Zephaniah Swift Spalding e nipote di James Makee) e si stabilì a Pasadena, in California, e fondò il ramo americano della famiglia Bonzi.[4]
- Antonio Bonzi Vimercati (1879- 1944): Maggiore di cavalleria del Regio Esercito.[7]
- Conte Enzo Bonzi: Intraprese la carriera militare (Colonnello) e nel 1926 fu capo effettivo di una spedizione in Somalia e Giuba per valutare le condizioni economiche.[4]
- Conte Leonardo Bonzi (1902-1977): Aviatore, regista, tennista e bobbista italiano, famoso per le sue imprese sportive e la sua carriera cinematografica.[2] Partecipò a importanti trasvolate aeree, tra cui la trasvolata atlantica nel 1948 con l'aereo "Grifo," ed è stato co-regista del film documentario "Continente perduto," vincitore del Premio Speciale della Giuria al Festival di Cannes nel 1955. Partecipò come pilota alla Seconda Guerra Mondiale e ricevette la Medaglia d'Oro e tre Medaglie d'Argento al valor militare. Proprietario dell'area nel Comune di Segrate che vendette all'Edilnord di Silvio Berlusconi per costruire Milano 2 e l'ospedale San Raffaele.[6]